# 5261 Еврика
5261 Еврика (дав.-гр. εὕρηκα) — невеликий троянський астероїд Марса, розташований у точці Лагранжа L5 марсіанської орбіти. Рухається по орбіті Марса, на 60° позаду від планети. Перший виявлений троянський астероїд Марса.

## Основні дані
Мінімальна відстань до Землі — 0,5 а. о., до Венери — 0,8 а. о., до Юпітера — 3,5 а. о. У процесі свого руху по орбіті слідом за Марсом, з урахуванням вікової варіації, його середня відстань від Сонця змінюється від 1,5 - 1,8 а. о. (близько 1850 року), до 1,3 - 1,6 а. о. (2040 року). Довгострокове чисельне інтегрування показує, що, попри коливання астероїда навколо точки L5, його орбіта є стабільною. 
З часу відкриття астероїда Еврика 20 червня 1990 року Девідом Леві і Генрі Хольта в Паломарській обсерваторії США, «Центр малих планет» визнав ще три інших астероїда, виявлених біля Марса, як «марсіанських троянців»: (121514) 1999 UJ7 у точці L4, а також (101429) 1998 VF31 та 2007 NS2 в точці L5. Крім того, було виявлено щонайменше ще шість астероїдів (2001 FR127, 2001 FG24, 2001 DH47, (36017) 1999 ND43, 1998 QH56, (152704) 1998 SD4), які рухаються в резонансі з Марсом 1:1, але не виявляють поведінки, характерної для троянських астероїдів.
Спектральні дослідження цього астероїда в інфрачервоному діапазоні вказують на його належність до спектрального класу A, але видимий спектр свідчить про наявність в його складі ангріту, різновиди ахондритних метеоритів, складений на 90 % і більше з авгіту. Цей тип астероїдів має червонуватий відтінок поверхні з помірним альбедо. Астероїд перебуває глибоко всередині стабільної зони Лагранжа, тобто цей астероїд, найімовірніше, сформувався на цій орбіті й перебуває там упродвож більшої частини історії Сонячної системи, а не прилетів з головного поясу астероїдів.
Назва походить від грецького вигуку «Еврика», який означає радість від здійснення відкриття.